# Lütjens-Klasse
Die Klasse 103/103A/103B war die Entwicklungslinie einer Klasse von Lenkwaffenzerstörern der Bundesmarine. Sie bestand aus drei Einheiten. Die Schiffe wurden von 1966 bis 1970 in den Vereinigten Staaten für die Bundesrepublik Deutschland als modifizierte Schiffe der amerikanischen Charles-F.-Adams-Klasse Mod. 14 (Tartar-Guided Missile Destroyers SCB 155) gebaut, die sich zu dieser Zeit schon seit etwa 10 Jahren im Dienst der US-Navy befanden. Nach dem ersten Schiff der Klasse, der Lütjens, wird die Klasse inoffiziell auch als Lütjens-Klasse bezeichnet.

## Geschichte

### Planung und Bau
Die Schiffe wurden am 11. Mai 1964 von der Bundesregierung bei der Regierung der USA in Auftrag gegeben. Am 1. April 1965 ging bei den Bath Iron Works die offizielle Bestellung für die Zerstörer DDG 28 bis DDG 30 ein.
Das erste Schiff wurde am 1. März 1966 als DDG 28 auf Kiel gelegt, am 11. August 1967 auf den Namen Lütjens getauft und vom Stapel gelassen. Am 23. März 1969 wurde sie in Dienst gestellt. Die Mölders wurde am 20. September 1969, und die Rommel dann am 2. Mai 1970 in Dienst gestellt. Die Schiffe sollten die alten Zerstörer der Klasse 119 (Fletcher-Klasse) ersetzen. Sie waren die ersten Schiffe der Bundesmarine, die mit Lenkflugkörpern bewaffnet und mit einem Führungs- und Waffeneinsatzsystem (SATIR) ausgerüstet waren.
Im Unterschied zu den amerikanischen Schwesterschiffen hatten die drei deutschen Zerstörer andere Funkgeräte und Führungselektronik, eine andere Mast- und Schornsteinanordnung (Mack) und eine andere Platzierung des Sonardomes unterhalb des Schiffes. Außerdem waren die Mannschaftsquartiere verbessert worden. Die Einheiten wurden der Klasse 103 zugeteilt.

### Bezeichnung
Benannt wurden die Schiffe nach hochdekorierten Soldaten der Teilstreitkräfte des Zweiten Weltkrieges: Günther Lütjens, Erwin Rommel und Werner Mölders.

### Dienstzeit
Die Schiffe der Klasse 103/A/B bildeten das 1. Zerstörergeschwader in Kiel.
Die Schiffe nahmen regelmäßig an den Übungen der ständigen Einsatzverbände der NATO im Atlantik (STANAVFORLANT) und im Mittelmeer (STANAVFORMED) teil.
Beginnend mit der Rommel 1998 wurden die Zerstörer der Klasse 103/A/B dann bis 2003 außer Dienst gestellt und durch die Fregatten der Sachsen-Klasse ersetzt.

### Modifikationen
In den 1970er Jahren wurden bei allen drei Schiffen nacheinander die 127-mm-Türme Mod.7 gegen Mod.10-Geschütze ausgetauscht, die Kesselanlage auf leichtes Heizöl umgestellt, die Tartar-Feuerleitanlage erhielt einen Digitalrechner und die Tartar-Raketen und ihre Starter wurden gegen das leichtere Standard-Missile-System getauscht. Die Klassenbezeichnung lautet nun Klasse 103A.
In den 1980er Jahren wurde ein Deckshaus zur Aufnahme von Teilen der Artilleriefeuerleitanlage Mk 86 errichtet, die die bisherige Mk 68 ersetzte. Auf diesem Deckshaus wurde die Antenne des Luftzielradars AN/SPG-60 aufgesetzt. Gleichzeitig wurde der vordere Mast durch den Anbau einer Plattform mit Radom für das Seezielradar AN/SPQ-9 umgebaut sowie weitere Radaranlagen modifiziert.
Darüber hinaus erhielten die Einheiten zwei RIM-116 RAM-Starter zur Nahbereichsabwehr, SRBOC-Düppelwerfer zur Radartäuschung von Seezielflugkörpern sowie zwei 20-mm-Oerlikon-Kanonen. Die U-Jagd-Bewaffnung und Kampfführungsanlage wurden angepasst. Mit diesen Modernisierungen gehörten die Zerstörer zu der Klasse 103B.
Eine erneute Modernisierung des Waffensystems wurde, nicht zuletzt vor dem Hintergrund des enormen Personalbedarfes sowie des hohen Wartungsaufwandes für die Dampfanlage und der damit verbundenen Kosten, nicht mehr durchgeführt.

## Technik

### Antrieb
Jedes Schiff besaß zwei Hochdruckheißdampfturbinen in zwei Turbinenräumen. Die Turbinen entwickelten eine Leistung von je ca. 25.750 kW (35.000 PS). Der erforderliche Dampf wurde aus vier Hochdruckkesseln, die einen Druck von 1271 psi entwickelten, erzeugt. Die Kessel waren auf zwei Kesselräume verteilt.
Die Turbinen wirkten über zwei Wellen auf zwei vierflügelige Festpropeller mit einem Durchmesser von 4,12 m.
In den Turbinenräumen standen außerdem die Elektro-Generatoren, die wie die Frischwassererzeuger ebenfalls mit Dampf betrieben wurden.

### Waffen

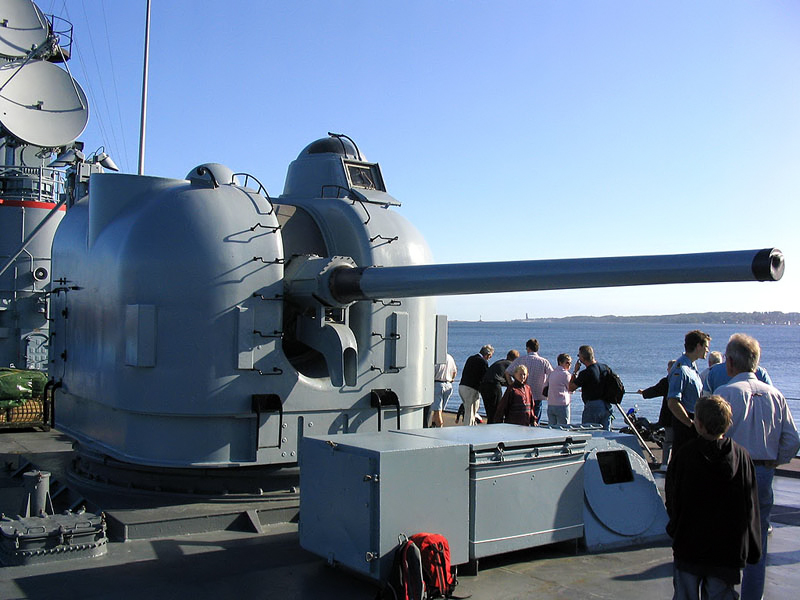
Mark 42-Geschütz auf der Lütjens

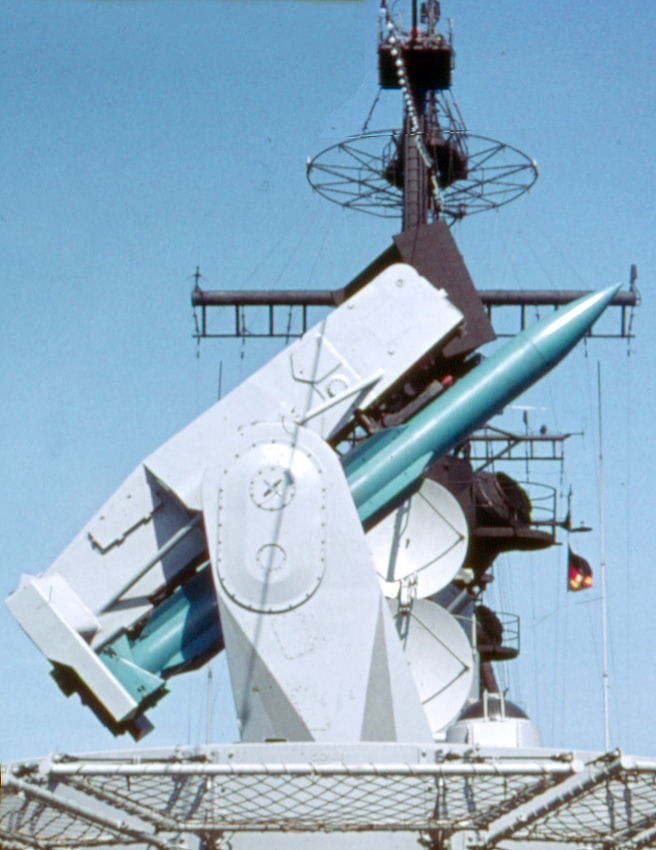
Flugkörper-Starter Mk 13 auf der Lütjens

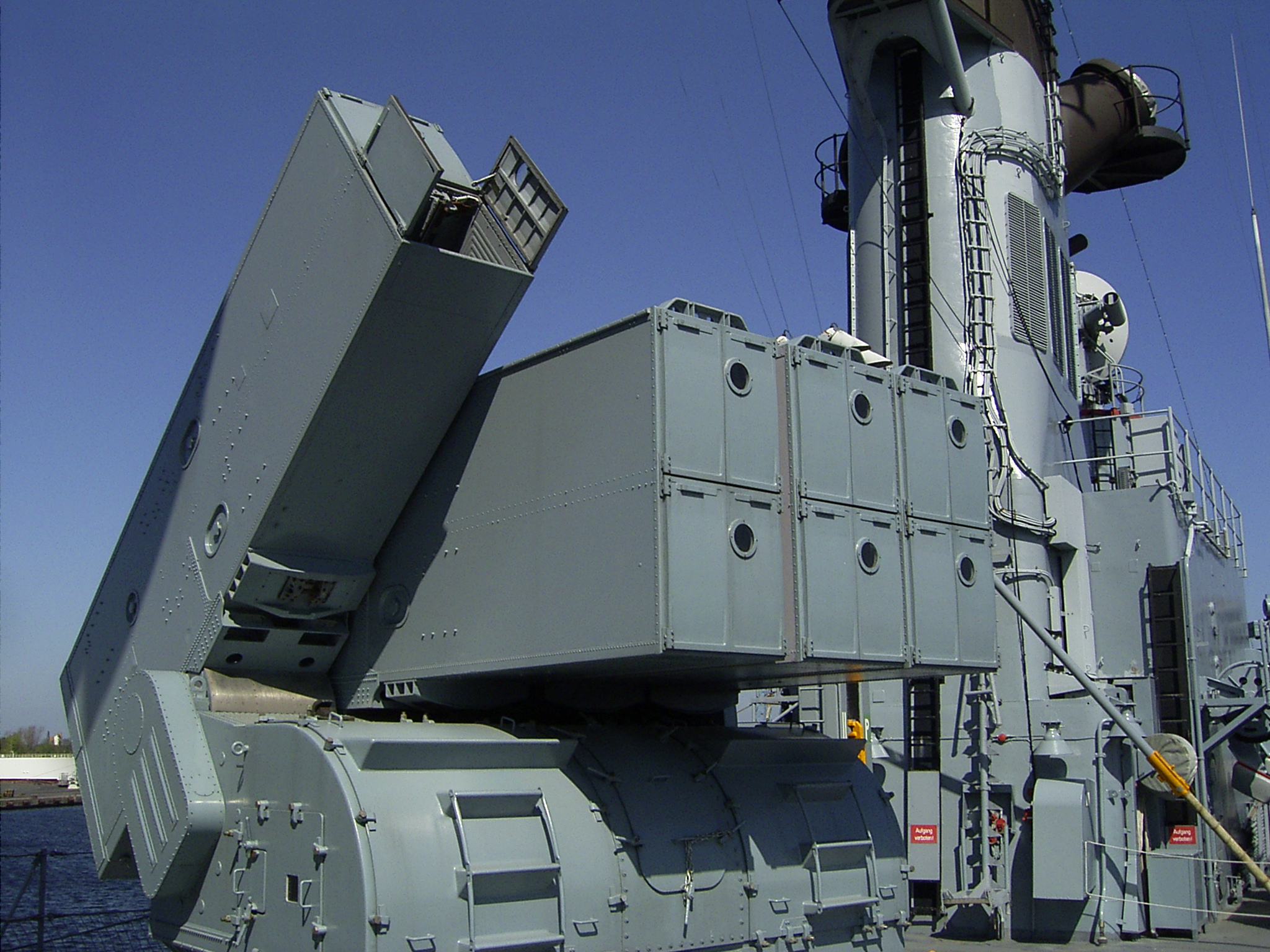
ASROC-Starter auf der Mölders

Die Bewaffnung stellte sich im Laufe der Zeit wie folgt dar:
Konfiguration als Klasse 103:
- 2× 127 mm / 54 Mk 42 Mod 7 Geschütztürme
- 1× FK-Starter (Einzelstarter) des Tartar-Waffensystems RIM 24 B Mk 13
- 1× ASROC-Starter MK16 Mod.4
- 2× Dreier Torpedorohrsätze UTR 324 mm Mk 32 Mod 7

Konfiguration als Klasse 103A und 103B:
- 2× 127 mm / 54 Mk 42 Mod 10 Geschütztürme
- 1× Einzel-FK Starter Mk 13 Mod 1 für Standard Missile und Harpoon
- 1× ASROC-Starter MK16 Mod.4
- 2× Dreier Torpedorohrsätze UTR 324 mm Mk 32 Mod 7

Ab Mitte der 1990er Jahre zusätzlich noch:
- 2× RIM-116 Rolling Airframe Missile-Starter MK 49 mit je 21 Raketen
- 2× SRBOC-Düppelwerfer Mk36
- 2× Bordgeschütz 20 mm
- optional zwei Fliegerfäuste und zwei Maschinengewehre

### Feuerleitsysteme und Sensoren
Während der Dienstzeit der Einheiten waren verschiedene Feuerleitsysteme und Sensoren installiert.
- GFCS MK-86 Mod.8 Feuerleitsystem Artillerie
- MFCS MK-74 Mod.6 Feuerleitsystem mit 2 AN/SPG-51 gegen Luftziele
- AN/SPG-51C FK Leitradar
- AN/SPG-60 Radarbeleuchter für Feuerleitsystem Mk 86
- AN/SPQ-9A Verfolgen-während-Suche-Radar für Mk 86
- DSQS-21B Aktiv/Passiv Bugsonar
- AN/SPS-67 Seeraumüberwachungsradar mittlerer Reichweite
- AN/SPS-40 2D-Luftraumüberwachungs- und Frühwarnradar mittlerer Reichweite
- AN/SPS-52 3D-Luftraumüberwachungsradar großer Reichweite
- Raypath RAY RP 1225 Navigationsradar
- AN/WRN-6 GPS
- URD-4 UHF Sichtfunkpeiler, 1996 gegen SFP 7200.1 getauscht
- FL 1800 EW System
- AN/URN-20 TACAN Anlage, Tactical Air Navigation

## Bordorganisation 103B
Zur Erledigung der vielfältigen Aufgaben an Bord waren die Offiziere, Unteroffiziere und Mannschaften gemäß ihrer Verwendungsreihe auf vier Hauptabschnitte verteilt. Jeder Hauptabschnitt (HA) beinhaltete somit bestimmte Aufgabengebiete und unterstand einem Hauptabschnittsleiter.
Der Hauptabschnitt 100 (Schiffseinsatz) war der personalstärkste und beinhaltete unter anderem den Decksdienst (Seemännische Gasten, auch „11er“ oder „Decksziegen“ genannt), den nautischen Dienst (Navigationsgasten), die Fernmelder und die Signäler. Der Hauptabschnitt wurde durch den SEO (Schiffseinsatzoffizier) geführt.
Der Hauptabschnitt 200 (Schiffstechnik) war mit allen Aufgaben im Zusammenhang mit Antrieb und Energieversorgung betraut. Hauptabschnittsleiter war der STO (Schiffstechnischer Offizier), der mit dem L.I. in der zivilen Schifffahrt gleichzusetzen ist. Angehörige dieses Abschnittes (auch „Kellerkinder“, „Heizer“ oder „Schwarzfüße“ genannt) waren ständig an Bord, um die Energieversorgung aufrechtzuerhalten. Sie gehörten den Verwendungsreihen 41 (Dampftechnik), 42 (Motorentechnik), 43 (Elektrotechnik) und 44 (Schiffsbetriebstechnik) an.
Der Hauptabschnitt 300 (Schiffselektronik und -waffen) war für die Bedienung und Wartung der verschiedenen Fernmelde-, Rechner-, Radar- und Waffensysteme zuständig. Diese Aufgaben wurden (außer bei Übungen) nicht im Schichtdienst wahrgenommen, weshalb Angehörige dieses Abschnittes auch „Hobbys“ oder „Tagelöhner“ genannt wurden. Ausnahme hiervon war der Operator des Zentralrechnersystems. Dafür mussten sie jedoch bei „Alle Mann“-Aufgaben (z. B. Proviantübernahmen) immer mit antreten.
Der Hauptabschnitt 400 (Versorgung / Zentrale Dienste) umfasste die Bereiche Personalverwaltung, Kassen-/Rechnungswesen, Ersatzteilbewirtschaftung, Verpflegung und Kantine sowie den Sanitätsbereich. Die Smuts (Köche) waren für die Zubereitung von fünf Mahlzeiten pro Tag verantwortlich (Frühstück, zweites Frühstück, Mittagessen, Abendessen und Mittelwächter für die Nachtschicht). Im Schiffslazarett erfolgte die Behandlung bei gesundheitlichen Beschwerden durch einen Schiffsarzt. Zu längeren Seefahrten wurde auch ein Zahnarzt eingeschifft. Personalangelegenheiten wurden über die Schiffswachtmeisterei geklärt. Für die Bereitstellung von Ersatzteilen war das Versorgungsbüro und die Versorgungsartikelkatalogisierungsstelle (VKS) zuständig.

## Einheiten
| Name    | Kennung | Funkrufzeichen | Funkrufzeichen | Bau- nummer  | Kiel- legung | Stapel- lauf | Indienst- stellung | Außerdienst- stellung | Verbleib                                    | Foto                |
| Name    | Kennung | bis 30.11.81   | ab 01.12.81    | Bau- nummer  | Kiel- legung | Stapel- lauf | Indienst- stellung | Außerdienst- stellung | Verbleib                                    | Foto                |
| ------- | ------- | -------------- | -------------- | ------------ | ------------ | ------------ | ------------------ | --------------------- | ------------------------------------------- | ------------------- |
| Lütjens | D 185   | DBYB           | DRAE           | 351 (DDG 28) | 01.03.1966   | 11.08.1967   | 22.03.1969         | 18.12.2003            | 2012 in der Türkei abgebrochen              | Zerstörer „Lütjens“ |
| Mölders | D 186   | DBYC           | DRAF           | 352 (DDG 29) | 12.04.1966   | 13.04.1968   | 20.09.1969         | 28.05.2003            | Museumsschiff im Marinemuseum Wilhelmshaven | Zerstörer „Mölders“ |
| Rommel  | D 187   | DBYD           | DRAG           | 353 (DDG 30) | 22.08.1967   | 01.02.1969   | 02.05.1970         | 30.06.1999            | 2004 in der Türkei abgebrochen              | Zerstörer „Rommel“  |

## Verweise